# FC Belshyna Babruisk
FC Belshina Bobruisk em bielorrusso:  ФК «Белшына Бабруйск» é um clube de futebol da Bielorrússia, com sua sede em Bobruisk.

## Títulos
- Vysshaya Liga
  - Campeão (1): 2001
  - Vice-Campeão (1): 1997
  - Terceiro Colocado (2): 1996, 1998
- Copa Bielorrussa
  - Campeão (3): 1997, 1999, 2001[1]

## Elenco Atual
Atualizado em 2013
Nota: Bandeiras indicam equipe nacional, conforme definido pelas regras de elegibilidade da FIFA. Os jogadores podem ter mais de uma nacionalidade não-FIFA.
| N.º |              | Posição | Jogador              |
| --- | ------------ | ------- | -------------------- |
| 1   | Bielorrússia | G       | Dzmitry Hushchanka   |
| 2   | Bielorrússia | D       | Aleksandr Shagoyko   |
| 3   | Bulgária     | D       | Yanko Valkanov       |
| 4   | Bielorrússia | D       | Mihail Harbachow     |
| 8   | Ucrânia      | M       | Ruslan Zeynalov      |
| 10  | Ucrânia      | M       | Vadym Milko          |
| 11  | Bielorrússia | A       | Alyaksandr Hawrushka |
| 13  | Bielorrússia | D       | Dzmitry Klimovich    |
| 14  | Bielorrússia | D       | Yawhen Kuntsevich    |
| 17  | Bielorrússia | M       | Ihar Lisitsa         |

| N.º |              | Posição | Jogador             |
| --- | ------------ | ------- | ------------------- |
| 21  | Moldávia     | D       | Maxim Potîrniche    |
| 23  | Ucrânia      | M       | Dmytro Tereshchenko |
| 27  | Bielorrússia | M       | Maksim Karpovich    |
| 28  | Rússia       | M       | Roman Sorokin       |
| 35  | Bielorrússia | G       | Anton Kavalewski    |
| 62  | Bielorrússia | M       | Mikhail Gordeichuk  |
| 81  | Ucrânia      | M       | Ihor Voronkov       |
| 87  | Bielorrússia | A       | Vadzim Dzemidovich  |
| 93  | Ucrânia      | A       | Yaroslav Bogunov    |
|     | Bielorrússia | G       | Matvey Frantskevich |